# Présélection
En France, lorsqu'une ligne téléphonique n'est pas dégroupée totalement, le possesseur de la ligne paye à l'opérateur historique un abonnement mensuel pour avoir son numéro de téléphone. La présélection permet de passer par un opérateur de téléphonie extérieur en conservant l'abonnement avec l'opérateur historique national (France Télécom). Concrètement, un client à la présélection paiera deux factures : son abonnement à l'opérateur historique, et ses appels passés depuis sa ligne à son opérateur. La présélection ne nécessite aucune intervention sur l'équipement téléphonique du client. Celui-ci conserve son numéro de téléphone.

## Historique
| Pour des raisons techniques, il est temporairement impossible d'afficher le graphique qui aurait dû être présenté ici. |

Source Arcep.